# Bassus furtificus
Bassus furtificus är en stekelart som först beskrevs av Wilkinson 1931.  Bassus furtificus ingår i släktet Bassus och familjen bracksteklar. Inga underarter finns listade.